# نيكون دي 700
نيكون دي 700 (بالإنجليزية: Nikon D700)‏ كاميرا احترافية من إنتاج شركة نيكون 12.1 ميجا بيكسل وقد طرحت في السوق في صيف 2008